# Fritz von Miller

Fritz von Miller, vor 1912

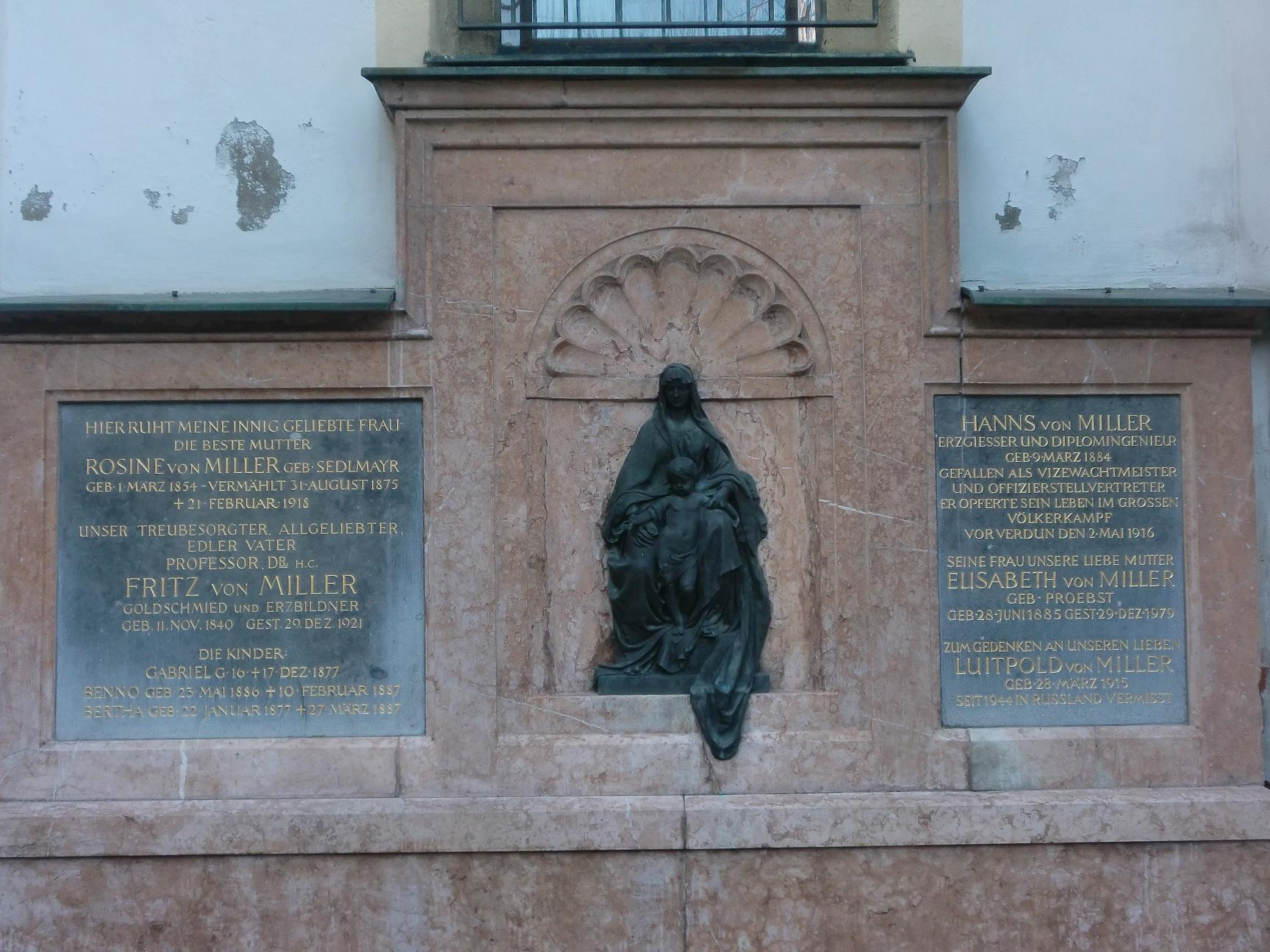
Fritz von Miller auf dem Winthirfriedhof

Friedrich „Fritz“ Johann Baptist von Miller (* 11. November 1840 in München; † 29. Dezember 1921 ebenda) war ein deutscher Erzgießer, Goldschmied und Bildhauer. Er lehrte von 1868 bis 1912 an der Kunstgewerbeschule München.

## Leben
Fritz von Miller war einer der Söhne Ferdinand von Millers, des Schöpfers der Bavaria in München.
1864 kreierte er ein kunstvolles Schreibzeug für Ignatz Zaubzer. Er arbeitete gemeinsam mit seinem Bruder Ferdinand am Tyler-Davidson-Brunnen, der 1871 in Cincinnati aufgebaut wurde. Beide unterstützten einen weiteren Bruder, den Bauingenieur Oskar von Miller, finanziell, als dieser 1887 ein eigenes Büro eröffnen wollte.
Fritz von Miller heiratete 1875 Rosina Theresia Anna Sedlmayr, eine Nachkommin des Brauers Gabriel Sedlmayr. Über diese Ehefrau erbte er 1891 ein Vermögen.
1894 kaufte und renovierte Fritz von Miller den Kainzenhof in Bad Wiessee; 1904 war er an der Gründung des Kirchenbauvereines in Bad Wiessee beteiligt. Der Entwurf für die Kirche Mariä Himmelfahrt, die 1926 endlich geweiht werden konnte, stammt von seinem Sohn Rupert von Miller. Nach Fritz von Miller ist der Fritz-von-Miller-Weg in Bad Wiessee benannt, an dem auch die neuromanische Gedächtniskapelle der Familie von Miller liegt.